# Alpha-Gal-Syndrom
Als Alpha-Gal-Syndrom (AGS) (auch Alpha-Gal-Allergie; andere Bezeichnungen: Säugetierfleischallergie, Zeckenstich-Fleischallergie) bezeichnet man die Krankheitszeichen infolge einer Nahrungsmittelallergie oder einer Medikamentenallergie, die durch den Verzehr bestimmter tierischer Produkte oder den engen Kontakt mit diesen reaktiviert wird. Dabei handelt es sich vor allem um Produkte aus Fleisch und Innereien von Säugetieren.
Ursache ist eine allergische Reaktion auf das Kohlenhydrat Galactose-α-1,3-galactose (Kurzform: Alpha-Gal), welches in den Zellen der meisten Säugetiere, aber nicht beim Menschen, Fischen oder Geflügel vorkommt. Nach heutigem Kenntnisstand ist ein früherer Kontakt mit bestimmten Zeckenarten Voraussetzung für das Auftreten einer Allergie. Eine Sensibilisierung für das Allergen findet nicht durch die Aufnahme über den Magen-Darm-Trakt, sondern erst durch den Blut- und Lymphkontakt durch den Zeckenstich statt (Injektionsallergen).

## Verbreitung
Laut der US-amerikanischen Gesundheitsbehörde CDC gab es zwischen 2010 und 2022 rund 110.000 Verdachtsfälle von Alpha-Gal-Syndrom in den Vereinigten Staaten. Die tatsächliche Zahl der Betroffenen ist jedoch unbekannt und es besteht weiterer Forschungsbedarf, um die Verbreitung der Erkrankung zu bestimmen.

## Ursache und Krankheitsentstehung
Galactose-alpha-1,3-galactose, kurz Alpha-Gal, ist ein Kohlenhydrat, das in den meisten Zellmembranen von Säugetieren vorkommt, jedoch nicht beim Menschen. Dessen Immunsystem erkennt es als Fremdkörper und produziert Immunglobulin-M-Antikörper.
Alpha-Gal-Allergien entwickeln sich, nachdem eine Person von bestimmten Zecken gebissen wurden, zum Beispiel dem in Deutschland weit verbreiteten Gemeinen Holzbock (Ixodes ricinus) oder in Nordamerika durch Amblyomma americanum. Wenn eine Zecke Alpha-Gal-haltiges Blut eines Säugetiers aufgenommen hat, verbleibt das Kohlenhydrat in ihrem Verdauungstrakt und wird beim Stich auf den Menschen übertragen.

## Klinische Erscheinungen
Eine allergische Reaktion auf Alpha-Gal setzt meistens verzögert ein und tritt meistens nach 2 bis 6 Stunden nach dem Verzehr von Fleischprodukten von Säugetieren auf. Das Auftreten von Krankheitszeichen kann aber auch zwischen Minuten und 12 bis 24 Stunden liegen.
Typische Krankheitszeichen können sein:
- Juckreiz am ganzen Körper
- Nesselsucht
- Angioödem
- Beschwerden in Magen-Darm-Trakt (z. B. Bauchschmerzen, Übelkeit, Erbrechen, Durchfall)
- Atemnot
- im schlimmsten Fall Kreislaufkollaps[1][8]

AGS-Reaktionen können von Person zu Person und bei einer Person zu verschiedenen Zeiten unterschiedlich sein. Sie können leicht bis schwer oder sogar lebensbedrohlich sein. Menschen reagieren möglicherweise nicht nach jedem Alpha-Gal-Kontakt allergisch. Die Gründe für diese Unterschiede sind bisher noch nicht erforscht und werden eher theoretisch diskutiert.

## Diagnose
Die Diagnose erfolgt aufgrund der typischen Krankheitsgeschichte und Blutuntersuchungen, bei denen spezifische Antikörper des Typs Immunglobulin E gegen Alpha-Gal (Alpha-gal sIgE) nachgewiesen werden. Ein erhöhter Alpha-gal sIgE-Blutwert ist im Allgemeinen ein verlässlicher Hinweis darauf, dass man auf Alpha-Gal allergisch reagieren kann. Der Bluttest lässt jedoch keine sichere Aussage darüber zu, ob man überhaupt Krankheitszeichen entwickelt und wie ausgeprägt diese sein könnten.
Auch Prick-Tests, bei denen eine Reaktion an der Haut ausgelöst wird, werden manchmal empfohlen. Sie sind jedoch eher unzuverlässig verlässlich, da häufig falsch-negativ.

### Auslöser Lebensmittel
Viel wichtiger als die Untersuchung mit den vorgenannten Tests ist es, bei Krankheitsverdacht an die Aufnahme von Alpha-Gal nachstehender Lebensmittel oder Lebensmittelzutaten zu denken:
- Säugetierfleisch (wie Rind, Schwein, Lamm, Wild, Kaninchen usw.) kann große Mengen an Alpha-Gal enthalten.
- Organfleisch von Säugetieren, darunter Leber, Lunge, Herz, Nieren, Därme (Kutteln), Bries
- Lebensmittel, die Milch und Milchprodukte enthalten (viele Patienten mit AGS vertragen Milchprodukte)

Einige Menschen mit AGS reagieren möglicherweise auch empfindlich auf Alpha-Gal, das enthalten ist in:
- Gelatine aus Rind- oder Schweinefleisch
- Produkten, die aus Säugetierfett hergestellt oder damit gekocht werden (z. B. Schmalz oder Talg)
- Fleischbrühe, Bouillon, Brühe und Soßen.[1]

Hilfreich kann die Verwendung eines Ernährungstagebuchs sein. Auf diese Weise dokumentiert man sämtliche, täglich gegessene Lebensmittel gemeinsam mit eventuell aufgetretenen Krankheitszeichen (Art, Intensität und Zeitablauf).

### Auslöser Medikamente und Medizinprodukte
Außerdem kann es zum AGS bei Kontakt mit Alpha-Gal-haltigen Produkten, die keine Lebensmittel sind, kommen, z. B.
- Einige Medikamente und Impfstoffe können geringe Mengen an Alpha-Gal-haltigen Zusatzstoffen, Stabilisatoren oder Beschichtungen enthalten. Nicht alle Patienten mit AGS reagieren auf diese Inhaltsstoffe und solche Reaktionen sind sehr selten. Zu den Zutaten, die Alpha-Gal enthalten können, gehören Gelatine, Glyzerin, Magnesiumstearat, Rinderextrakt und andere, eventuell aus Körperteilen von Tieren gewonnene Produkte.
- Andere medizinische Produkte wie Herzklappenersatz von Schweinen oder Kühen, monoklonale Antikörper wie Cetuximab, Heparin und bestimmte Gegengifte sind tierischen Ursprungs und können Alpha-Gal enthalten.[1][9][11]

## Vorbeugung
Wenn eine Allergie besteht sollte auf Lebensmittel ohne Galactose-α-1,3-galactose zurückgegriffen werden. Das sind beispielsweise Geflügelfleisch (Huhn, Ente, Pute, Gans), Eier, Fisch und Meeresfrüchte wie Garnelen sowie Obst, Gemüse, Hülsenfrüchte und Nüsse.